# 高輪地区総合支所
高輪地区総合支所（たかなわちくそうごうししょ）は、東京都港区高輪にある、港区役所の支所。

## 概要
- 5階建ての建物。区民の窓口や、図書館などが入っているほか、小学校などの作品の展示会なども開催されることがある。支所の入口は、1階と5階の二箇所にある。1階の入口は、国道1号（桜田通り）に面していて、都営地下鉄・東京メトロ白金高輪駅の出口も建物内にある。5階の入口は、高輪側からの入口となっている。

## 内部
- 地下1階
  - 白金高輪駅
- 3階
  - 港区立高輪図書館
- 4階
  - 港区立高輪図書館